# Benjamin Jekhowsky
Benjamin Jekhowsky (en ruso: Вениамин Павлович Жеховский, Beniamín Pávlovich Zhejovski) (nacido en 1881; muerto en 1975) fue un astrónomo franco ruso polaco nacido en Varsovia, Polonia (que en ese periodo pertenecía al Imperio ruso). Después de 1934 parece que comenzó a firmar sus artículos científicos como Benjamin de Jekhowsky. El Centro de Planetas Menores (Minor Planet Center) acredita sus descubrimientos bajo el nombre de B. Jekhovsky (con «v» en vez de «w»). Después de asistir a la Universidad de Moscú trabajó desde 1912 en el Observatorio de París. Luego trabajó en el Observatorio de Argel (en ese momento Argelia era parte de Francia), donde se hizo conocido como un experto en mecánica celeste. Descubrió 12 asteroides y (1606) Jekhovsky fue bautizado en su honor.